# Филипе Коутиньо
Филипе Коутиньо (на португалски: Philippe Coutinho Correia, произнася се като Филипе Коучиньо Кореа), роден на 12 юни 1992 г. в Рио де Жанейро е бразилски футболист, който се състезава за бразилския Вашко да Гама.
В периода от 2008 г. до 2010 г. се състезава за отбора на Вашко да Гама, където се утвърждава като ключов играч, след като отбелязва 5 гола в последния си сезон за клуба. След това преминава в Интер. Там е за периода от 2010 до 2013 г., като отбелязва 3 гола в 28 мача, а на 4 февруари 2012 г. Нерадузите го дават под наем в Испанския клуб Еспаньол, където играе до края на сезон 2011/12. Там вкарва 5 гола в 15 мача. 
През 2013 г., забелязвайки таланта на 20-годишния бразилец, английският гранд Ливърпул го купува за сумата от 8.5 милиона паунда. За 5 години прекарани в клуба Коутиньо се разписва 41 пъти.
От 2010 г. е и част от националния отбор на Бразилия.
През 2017 г. Коутиньо става бразилеца с най-много голове в Английската висша Лига.